# Constantin Moldoveanu
Constantin (Costică) Moldoveanu (n. 25 octombrie 1943, Ploiești, România – d. 10 septembrie 2013, Ploiești, România) a fost un fotbalist român, golgheter în sezonul de Divizia A 1970-1971, înscriind același număr de goluri ca Florea Dumitrache și Gheorghe Tătaru, 15, pentru Politehnica Iași. A mai jucat pentru Petrolul Ploiești și pentru Echipa națională de fotbal a României.

## Palmares
FC Petrolul Ploiești
- Cupa României: 1963
- Liga I: 1966

FC Sportul Studențesc București
- Liga a II-a: 1972

Prahova Ploiești
- Liga a III-a: 1975